# 5-Méthylcytidine
La 5-méthylcytidine est un nucléoside dérivé de la cytidine et présent dans les ARN messagers, les ARN ribosomiques et les ARN de transfert des eucaryotes et des procaryotes. Sa base nucléique est la 5-méthylcytosine, dérivée de la cytosine par méthylation à partir de S-adénosylméthionine. Cette réaction est potentiellement mutagène car la 5-méthylcytosine tend à se désaminer spontanément en thymine, réaction qui peut également être catalysée :

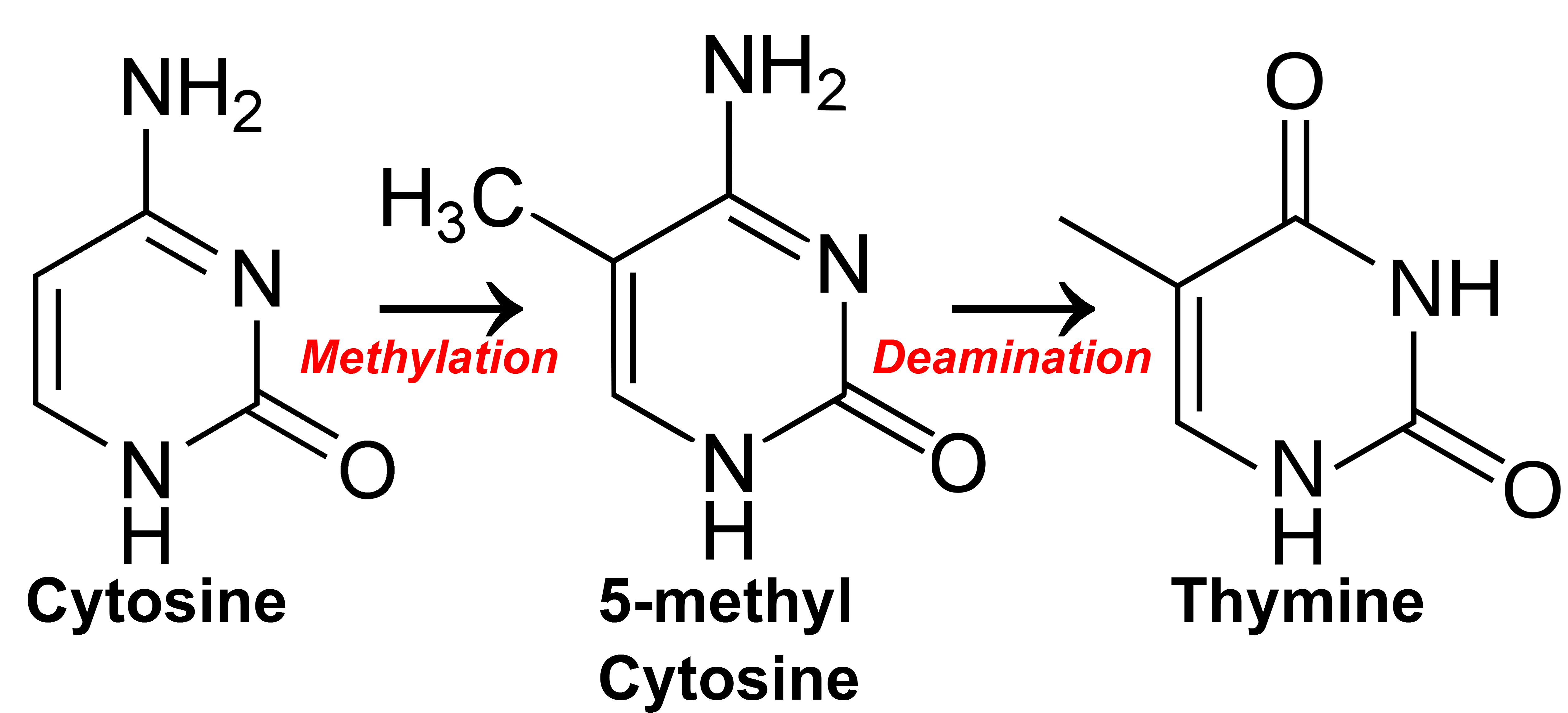
Conversion de la cytosine en thymine par désamination de la 5-méthylcytosine.